# 東浦町
東浦町（日语：／ Higashiura chō */?）是位於日本愛知縣西部、知多半島北部的行政區劃，轄內西半部為丘陵地，東側鄰衣浦灣區域地勢低平，以農田及住宅區為主。
日本显示器、愛知製鋼、豐田自動織機、索尼半导体制造在此都設有生產據點。

## 人口
自1970年代以來，由於作為名古屋市的外圍城鎮，開始大量興建住宅區，人口因而開始大幅成長；至2000年代時，人口數逐漸逼近改制為市的五萬人門檻，然而在此時人口成長也開始趨緩，原本預計在2010年的國勢調查後人口數可突破五萬人，町公所也已開始進行改制為東浦市的準備作業。
在2010年國勢調查的初次人口統計速報中，東浦町以50,082之人數達到改制門檻，但在總務省的查核後，發現町公所是在當時的副町長指示下對人口數灌水，最終確認該次調查之人口數應為49,800人，未達升格改制門檻；此後在2015年及2020年的國勢調查中，東浦町的人口數也仍維持在49,000至50,000人之間，未能突破五萬門檻，也因此至今東浦町仍未能升格改制。
| 東浦町人口分布圖 |                                               |  |
| 東浦町與日本全國年齡別人口分布比較圖 （2005年資料） | 東浦町的年齡、男女別人口分布圖 （2005年資料） |  |
| ■紫色是東浦町 ■綠色是全国 | ■藍色是男性 ■紅色是女性                       |  |
| 東浦町人口變化 \| 1970年 \| 24,550人 \| \| \| 1975年 \| 33,080人 \| \| \| 1980年 \| 36,035人 \| \| \| 1985年 \| 38,614人 \| \| \| 1990年 \| 40,430人 \| \| \| 1995年 \| 42,409人 \| \| \| 2000年 \| 45,168人 \| \| \| 2005年 \| 48,046人 \| \| \| 2010年 \| 49,800人 \| \| \| 2015年 \| 49,230人 \| \| \| 2020年 \| 49,596人 \| \| |                                               |  |
| 資料來源：日本總務省統計中心提供之人口普查數據 |                                               |  |
| 1970年 | 24,550人                                      |  |
| 1975年 | 33,080人                                      |  |
| 1980年 | 36,035人                                      |  |
| 1985年 | 38,614人                                      |  |
| 1990年 | 40,430人                                      |  |
| 1995年 | 42,409人                                      |  |
| 2000年 | 45,168人                                      |  |
| 2005年 | 48,046人                                      |  |
| 2010年 | 49,800人                                      |  |
| 2015年 | 49,230人                                      |  |
| 2020年 | 49,596人                                      |  |

## 歷史
在町內北部發現的入海貝塚遺址為約七千年前屬繩紋時代的貝塚，在令制國時代本地屬於尾張國知多郡；在15世紀中至16世紀期間，曾為水野氏所掌控，水野氏曾以位於此的緒川城為主要據點，出身自水野氏，後來成為德川家康之母的於大之方即出生於此。
17世紀進入江戶時代後，成為尾張藩尾張德川家的領地，19世紀末明治維新實施廢藩置縣後，改隸屬名古屋縣，在1871年的第一次府縣整併時，一度隨著知多郡被劃入新設立的額田縣，不過在隔年即被整併至愛知縣。
1889年日本實施町村制，現在的東浦町轄區在當時分屬藤江村、生路村、石濱村、緒川村、森岡村共舞個行政區劃，在1906年愛知縣的町村整併後，這些區域被整併為東浦村，1948年再升格改制為東浦町。

### 變遷表
| 1889年10月1日 | 1889年 - 1944年           | 1889年 - 1944年      | 1889年 - 1944年           | 1889年 - 1944年            | 1945年 - 1954年            | 1955年 - 1989年           | 1989年 - 現在             | 現在                      |
| ------------- | ------------------------- | -------------------- | ------------------------- | -------------------------- | -------------------------- | ------------------------- | ------------------------- | ------------------------- |
| 森岡村        | 森岡村                    | 森岡村               | 1906年5月1日 合併為大府村 | 1915年11月1日 改制為大府町 | 1915年11月1日 改制為大府町 | 1970年9月1日 改制為大府市 | 1970年9月1日 改制為大府市 | 1970年9月1日 改制為大府市 |
| 森岡村        | 森岡村                    | 森岡村               | 1948年6月1日 改制為東浦町 |                            |                            |                           |                           |                           |
| 藤江村        | 藤江村                    | 藤江村               | 1906年5月1日 合併為東浦村 | 1906年5月1日 合併為東浦村  |                            |                           |                           |                           |
| 生路村        | 1891年4月1日 合併為生濱村 | 1892年5月31日 生路村 | 1906年5月1日 合併為東浦村 | 1906年5月1日 合併為東浦村  |                            |                           |                           |                           |
| 石濱村        | 1891年4月1日 合併為生濱村 | 1892年5月31日 石濱村 | 1906年5月1日 合併為東浦村 | 1906年5月1日 合併為東浦村  |                            |                           |                           |                           |
| 緒川村        |                           |                      | 1906年5月1日 合併為東浦村 | 1906年5月1日 合併為東浦村  |                            |                           |                           |                           |

## 交通

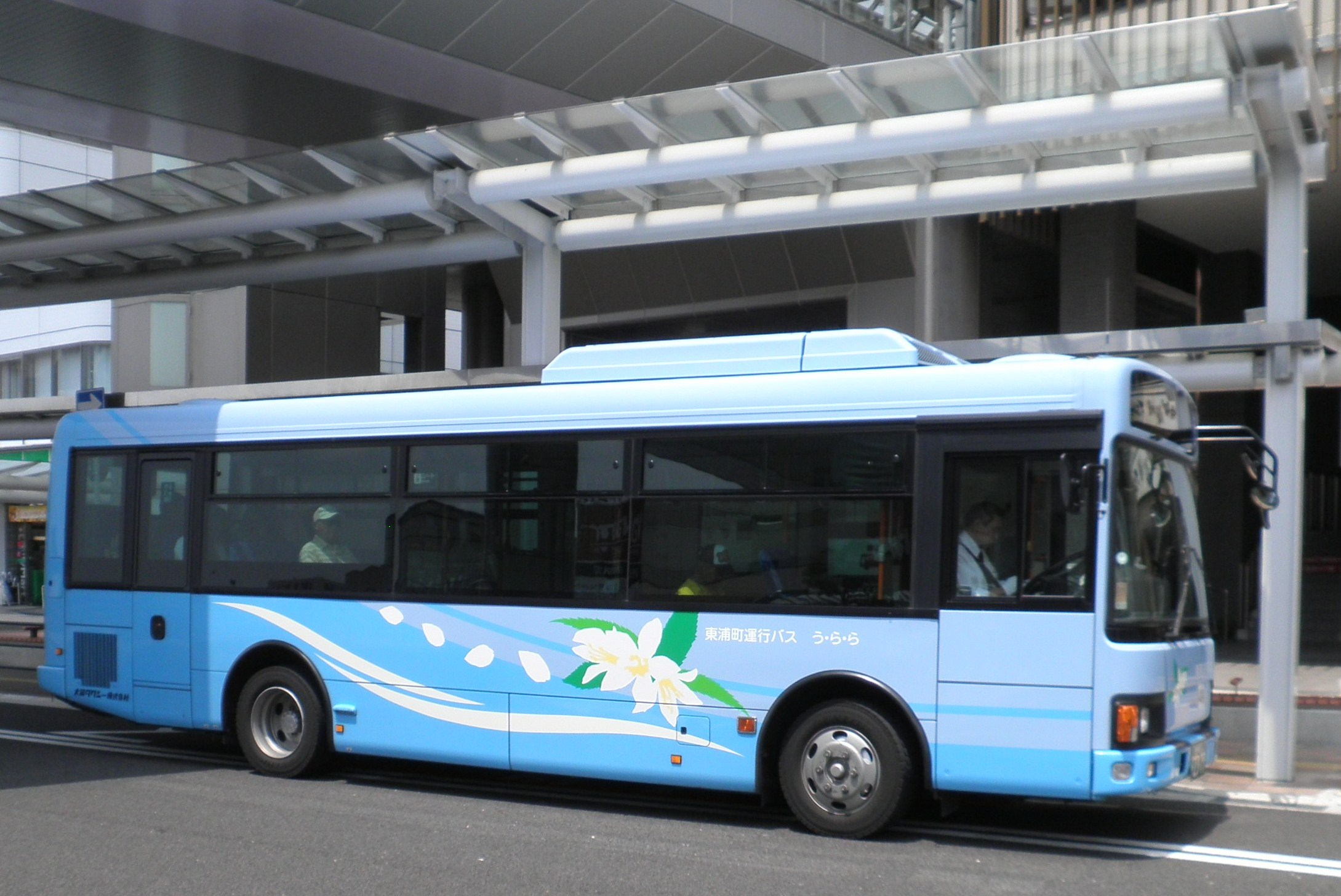
東浦町運行巴士

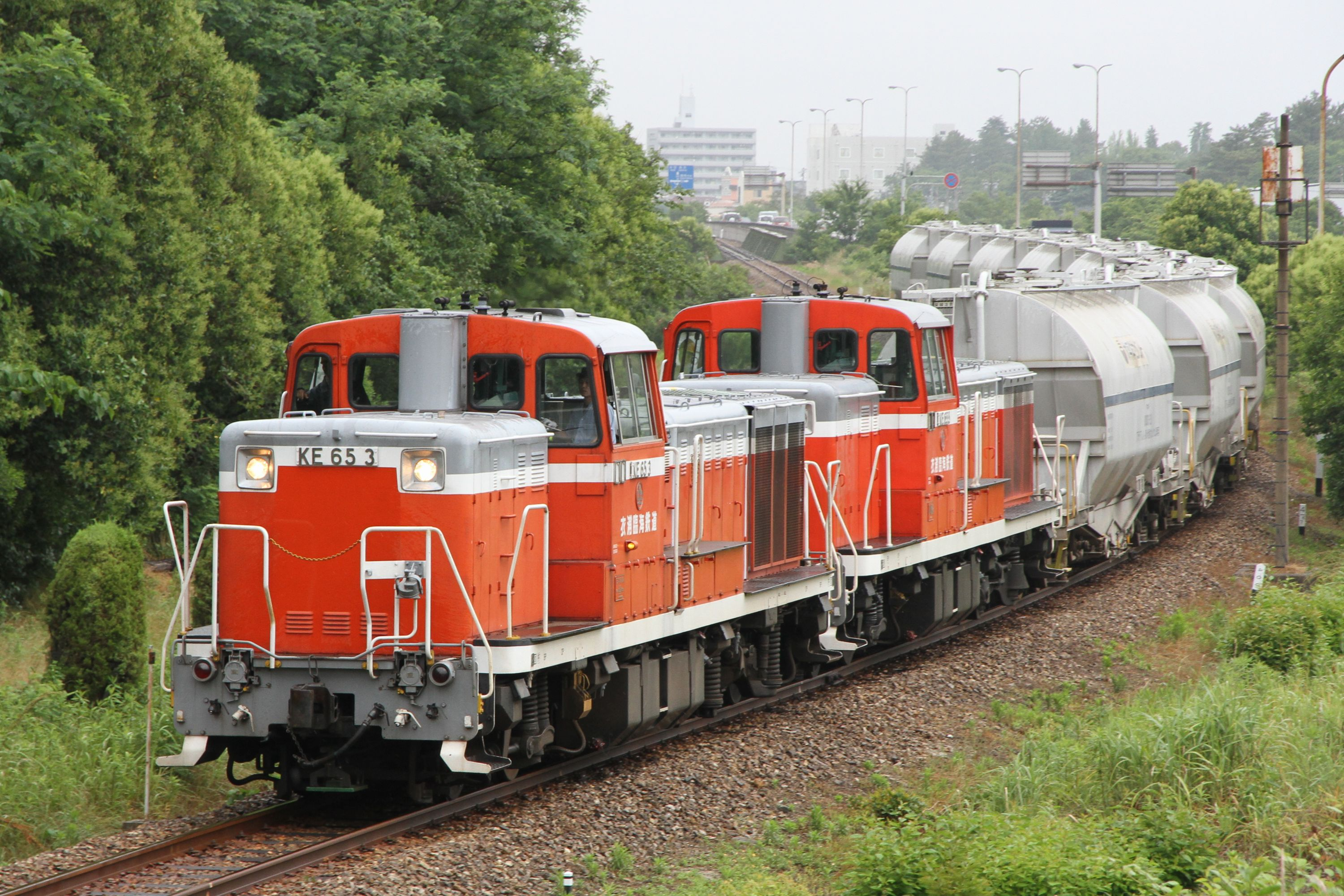
行駛於的貨運用鐵路碧南線的貨運列車

東海旅客鐵道武豐線以南北向自東浦町東部的主要市區中通過，利用鐵路往北，可經東海道本線直接在約四十分鐘內抵達名古屋車站；此外自東浦車站還有一條由衣浦臨海鐵道經營的貨運用鐵路碧南線，可往南跨越衣浦灣至碧南市的臨海工業區。
東海道本線及名古屋鐵道的河和線雖然也分別自轄區的北側及西側通過，但僅有約三百至六百公尺的路段位於轄內，但在轄內範圍皆未設置車站。
也以南北向縱貫東部主要市區的國道366號是町內最主要的幹道，快速公路知多半島道路則是自轄區西部通過，在與東海市、大府市交界處設有東浦知多交流道。
名鐵集團旗下負責經營知多半島地區的知多乘合所經營客運路線雖然有進入東浦町內，但僅限於北部的森岡地區和西部高根台地區附近的範圍。
町內大部分地區主要依賴東浦町公所委託經營的社區巴士東浦町運行巴士，其開設的路線以緒川車站為中心，串連至町內各地區。

### 鐵路
- 東海旅客鐵道
  - 武豐線：（大府市） - 尾張森岡車站 - 緒川車站 - 石濱車站 - 東浦車站 - （半田市→）
- 衣浦臨海鐵道
  - 碧南線：東浦車站 - （高濱市→）

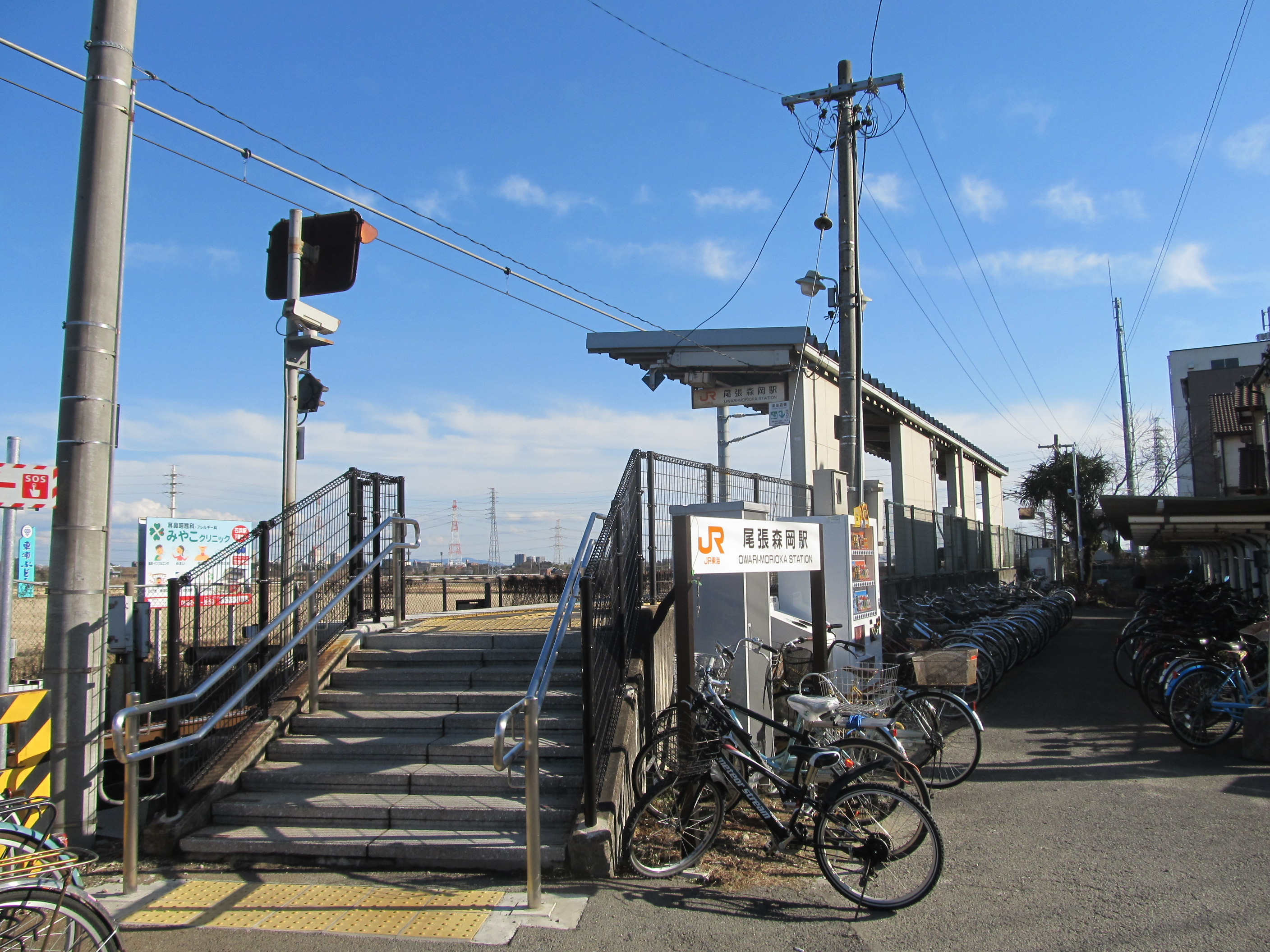
尾張森岡車站
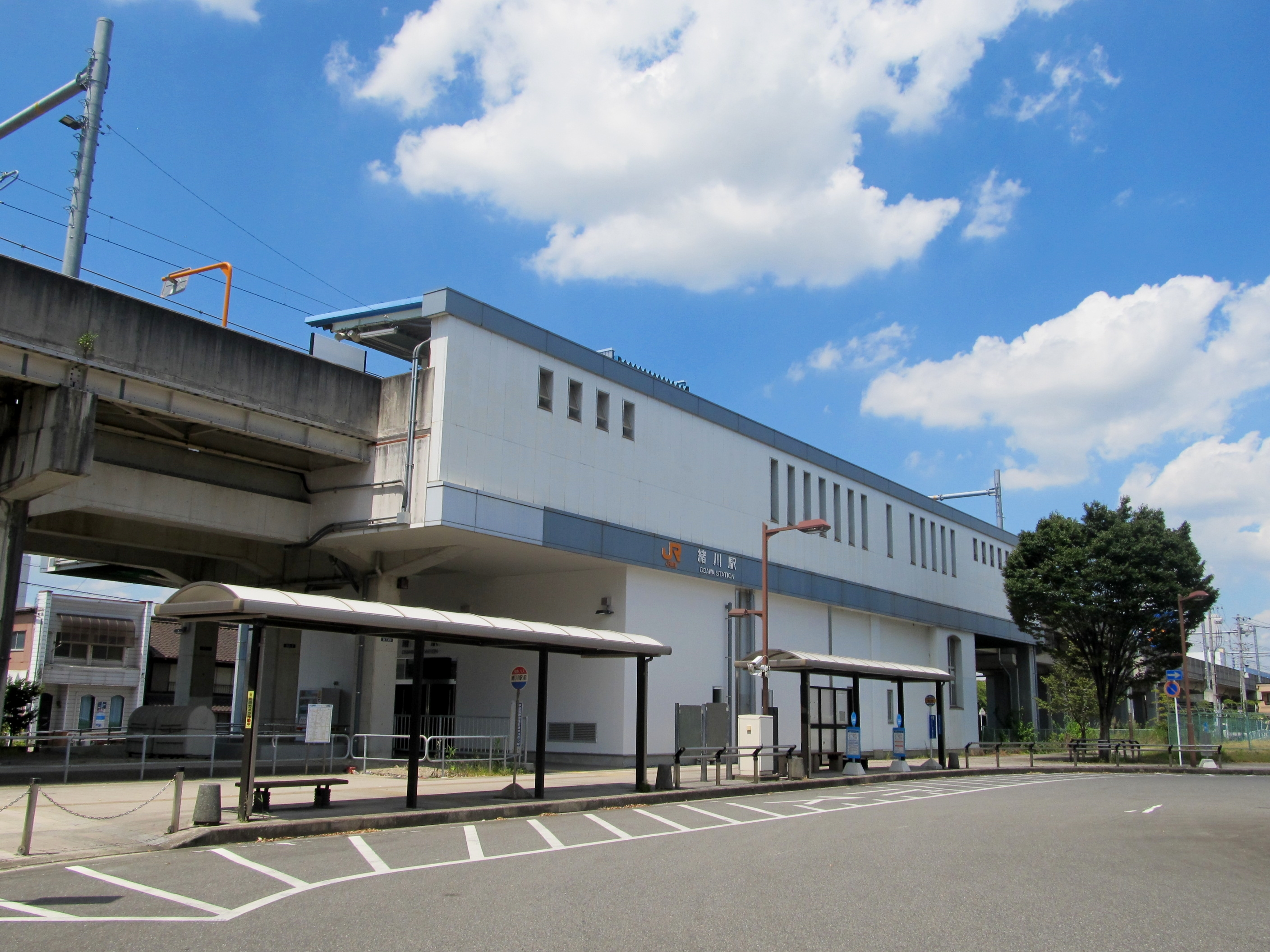
緒川車站
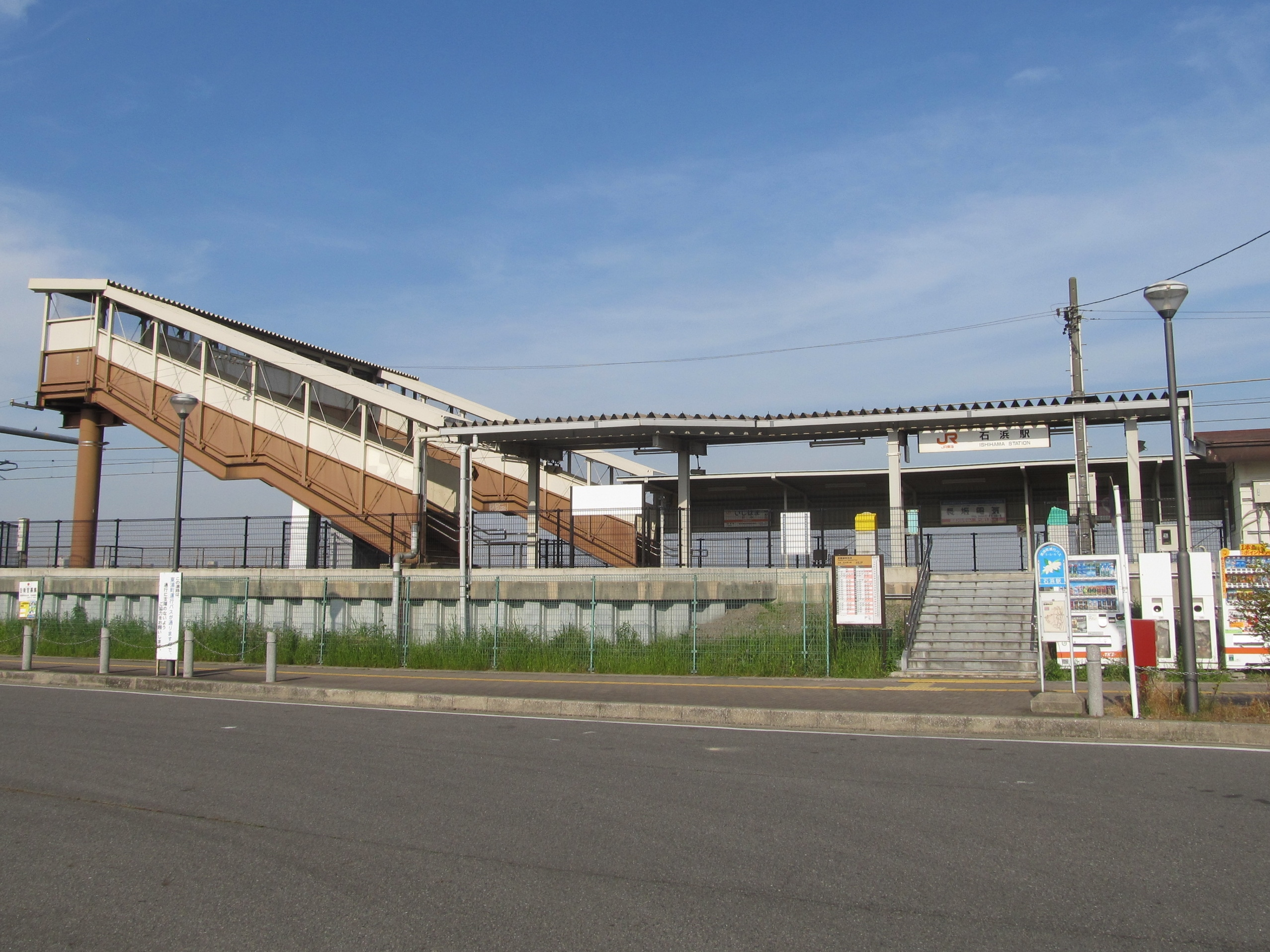
石濱車站
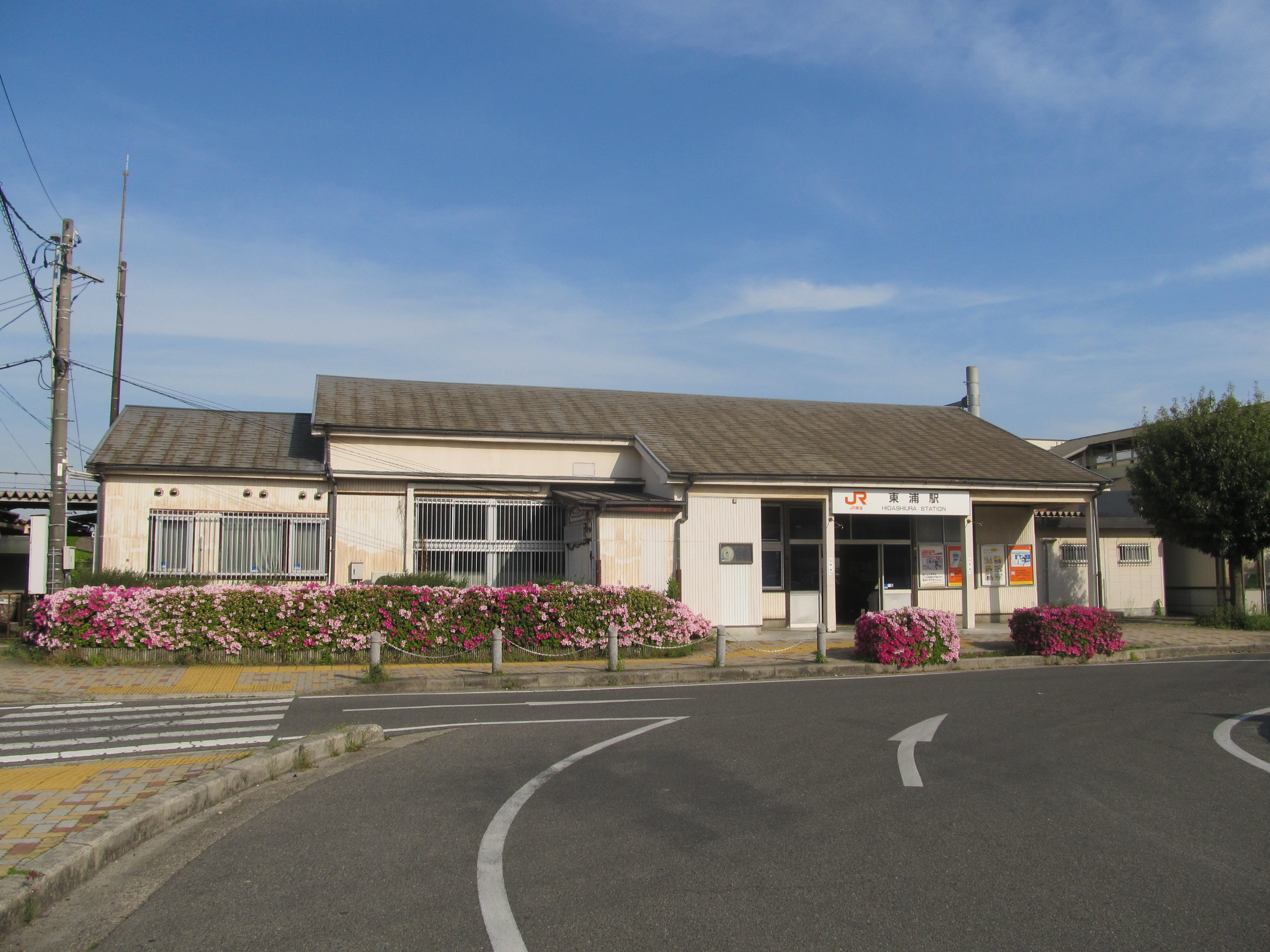
東浦車站

### 公路
快速道路
- 知多半島道路（日语：知多半島道路）：（大府市） - 東浦知多交流道 - （阿久比町）

## 姊妹、友好城市

### 日本
- 新城市（愛知縣）
過去出生於東浦本地的德川家康之母於大之方，傳說曾至鳳來寺（日语：鳳来寺）祈願生子後才生下了德川家康，東浦町因此典故於1986年與鳳來寺所在的鳳來町（日语：鳳来町）締結為姊妹城市；2005年鳳來町合併為新城市後，兩地於2007繼續締結為姊妹城市。[9]

## 外部連結
- （日語） 愛知縣東浦町的X（前Twitter）